# Матасунта
Матасунта (Матасвинта) ок. 518/520 — после 551 года) — королева-консорт остготов в 536—540 годах. В первом браке супруга короля остготов Витигеса.

## Биография
Матасунта была дочерью принца Флавия Евтарика Циллика и королевы остготов Амаласунты, дочери короля Теодориха Великого и Аудофледы. 
В 535 году её мать была убита по приказу своего двоюродного брата короля Теодахада, несмотря на попытки византийского посла Петра Патрикия её защитить.
В 536 году Матасунта была выдана замуж против своей воли за короля остготов Витигеса. Согласно Прокопию Кесарийскому, Витигес этим браком с остготской принцессой ставил цель укрепить свою власть. Недовольная своим браком, во время Готской войны она поддерживала отношения с византийцами. Во время осады Равенны (540 год), предположительно организовала поджог зернохранилищ в городе, в результате которого они были уничтожены. 
После капитуляции Равенны Матасунта вместе с мужем Витигесом, представителями готской знати и королевской казной по приказу Велизария была отправлена в Константинополь ко двору императора Юстиниана.
Матасунта овдовела в 542 году. Предположительно в 550 году во второй раз она вышла замуж за двоюродного брата Юстиниана патрикия Германа. По некоторым данным, она носила титул патрикии. У супругов был сын Герман, родившийся после смерти отца. О судьбе её сына ничего неизвестно, хотя возможно, он мог бы быть отождествлён с патрикием Германом. Дальнейшая судьба Мамтасунты и дата её смерти неизвестна.